# حاجي آباد
 مدينة حاجي‌آباد مدينة متوسطة تتبع مقاطعة حاجي آباد (بالفارسية: شهرستان حاجی‌آباد) ، وتقع في محافظة هرمزغان في جنوب إيران. وهي عاصمة مقاطعة حاجي آباد.

## السكان
يبلغ عدد سكان «مدينة حاجي‌آباد» حسب تعداد السكان لعام 2006 للميلاد، (21,052) نسمة.